# 22912 Noraxu
22912 Noraxu è un asteroide della fascia principale. Scoperto nel 1999, presenta un'orbita caratterizzata da un semiasse maggiore pari a 2,5874359 au e da un'eccentricità di 0,1560070, inclinata di 7,26796° rispetto all'eclittica.
L'asteroide è dedicato alla studentessa statunitense Nora Xu.